# Ecliptopera fastigata
Ecliptopera fastigata là một loài bướm đêm trong họ Geometridae.